# A Sense of Purpose
A Sense of Purpose er det niende album af det melodiske dødsmetal-band In Flames, som blev udgivet den 4. april 2008 gennem Nuclear Blast i Europa og gennem Koch Records i Nordamerika den 1. april. Albummet blev også udgivet i form af et bokssæt, i et begrænset antal på 1500 eksemplarer der blev udgivet på samme dato som den europæiske udgivelse af studiealbummet. Singlen "The Mirror's Truth" blev officielt udgivet den 7. marts 2008. 

## Spor
1. "The Mirror's Truth" – 3:01
2. "Disconnected" – 3:36
3. "Sleepless Again" – 4:09
4. "Alias" – 4:49
5. "I'm the Highway" – 3:41*
6. "Delight and Angers" – 3:38
7. "Move Through Me" – 3:05
8. "The Chosen Pessimist" – 8:16
9. "Sober and Irrelevant" – 3:21
10. "Condemned" – 3:34
11. "Drenched in Fear" – 3:29
12. "March to the Shore" – 3:26
13. "Eraser" (Japansk bonusspor) – 3:18
14. "Tilt" (Japansk bonusspor) – 3:45
15. "Abnegation" (Japansk bonusspor) – 3:43